# Healdia
Healdia is een geslacht van uitgestorven kreeftachtigen uit de klasse van de Ostracoda (mosselkreeftjes).

## Soort
- Healdia (Cribroconcha) postfoveata Gruendel, 1975 †
- Healdia (Cribroconcha) sispona Gruendel, 1975 †
- Healdia (Healdia) simplex Roundy, 1926 †
- Healdia (Healdia) viseana Gruendel, 1975 †
- Healdia (Healdioides) diversa (Coryell & Rozanski, 1942) Gorak, 1964 †
- Healdia (Hungarella) reniformis (Mehes, 1911) Kozur, 1970 †
- Healdia absentia Coryell & Billings, 1932 †
- Healdia absurda Tkacheva, 1984 †
- Healdia acclina Yuan & Hao (Yi-Chun), 1988 †
- Healdia ackersi Delo, 1930 †
- Healdia aequabilis Cooper, 1941 †
- Healdia alaticostata Zhang & Zhao (Yi-Chun), 1983 †
- Healdia alba Coryell & Billings, 1932 †
- Healdia anterodepressa Blumenstengel, 1965 †
- Healdia arca Bradfield, 1935 †
- Healdia archedensis Tschigova, 1958 †
- Healdia arcuata Coryell & Osorio, 1932 †
- Healdia arkonensis Coryell & Malkin, 1936 †
- Healdia arlitensis Crasquin-Soleau, Lang & Yahaya, 1988 †
- Healdia askynensis Kotschetkova, 1983 †
- Healdia asper Cooper, 1946 †
- Healdia aspinosa Cooper, 1946 †
- Healdia bakrakensis Kotschetkova, 1980 †
- Healdia barzassica Buschmina, 1968 †
- Healdia bavliensis Polenova, 1966 †
- Healdia bendana Bradfield, 1935 †
- Healdia berezovkensis Polenova & Sharapova, 1953 †
- Healdia bicornis Cooper, 1946 †
- Healdia bituberculata (Reuss, 1854) Bassler & Kellett, 1934 †
- Healdia bluefieldana Coryell & Sohn, 1938 †
- Healdia boggyensis Harlton, 1927 †
- Healdia bohemica Pribyl & Snajdr, 1951 †
- Healdia bovicornis Bradfield, 1935 †
- Healdia bucera Gusseva, 1972 †
- Healdia buceraeformis Gusseva, 1972 †
- Healdia cara Bradfield, 1935 †
- Healdia carinata Cooper, 1946 †
- Healdia carterensis Bradfield, 1935 †
- Healdia cerata Tschigova, 1960 †
- Healdia chapmani Crespin, 1945 †
- Healdia cincta Coryell & Billings, 1932 †
- Healdia ciscoensis Harlton, 1927 †
- Healdia colonyi Coryell & Booth, 1933 †
- Healdia comisa Zhang (Xiao-Jun), 1991 †
- Healdia compressa Coryell & Billings, 1932 †
- Healdia compressa Kellett, 1935 †
- Healdia concinna Delo, 1930 †
- Healdia controversa Gurevich, 1963 †
- Healdia cornuta Posner, 1951 †
- Healdia coryelli Kellett, 1936 †
- Healdia crassa Tschigova, 1959 †
- Healdia cuneata Coryell & Billings, 1932 †
- Healdia cuneiformis Bradfield, 1935 †
- Healdia curta Gurevich, 1963 †
- Healdia cypha Shaver, 1959 †
- Healdia dahlgrueni Kroemmelbein, 1958 †
- Healdia decora Morey, 1936 †
- Healdia deesensis Bradfield, 1935 †
- Healdia denisoni Harlton, 1929 †
- Healdia derupta Kotschetkova, 1972 †
- Healdia devia Reschetnikova, 1984 †
- Healdia diffusa Buschmina, 1968 †
- Healdia distributa Gusseva, 1972 †
- Healdia diversa Zagora (K.), 1968 †
- Healdia edwinelli Blaszyk & Natusiewicz, 1973 †
- Healdia ehlersi Bradfield, 1935 †
- Healdia elegans Gorak, 1964 †
- Healdia elegans Warthin, 1930 †
- Healdia elliptica Cooper, 1941 †
- Healdia enerviformis (Gusseva, 1971) Gusseva, 1986 †
- Healdia enervis Marti Nova, 1972 †
- Healdia exilis Cooper, 1941 †
- Healdia expressa Srshova, 1969 †
- Healdia fabalis Cooper, 1946 †
- Healdia fameniensis Surevich, 1963 †
- Healdia fayettevillensis Jarlton, 1929 †
- Healdia felsooersensis Kozur, 1970 †
- Healdia formosa Karlton, 1928 †
- Healdia gibba Kesling & Weiss, 1953 †
- Healdia glennensis Harlton, 1927 †
- Healdia goniapleura Croneis & Bristol, 1939 †
- Healdia granosa Cooper, 1946 †
- Healdia harltoni Elias, 1958 †
- Healdia harltoni Glebovskaja, 1939 †
- Healdia hubeiensis Sun & Lin, 1988 †
- Healdia humeralis (Kummerow, 1924) Hansch, 1987 †
- Healdia humilis Bradfield, 1935 †
- Healdia ikensis Kochetova, 1992 †
- Healdia incisurelloides Knuepfer, 1967 †
- Healdia indecora Gusseva, 1971 †
- Healdia informa Tschigova, 1958 †
- Healdia inornata Glebovskaja, 1939 †
- Healdia insolia Wang & Jones, 1993 †
- Healdia integra Ershova, 1969 †
- Healdia irwinensis Fleming, 1985 †
- Healdia kashirica Kochetova, 1985 †
- Healdia kazachstanica Buschmina, 1959 †
- Healdia kirchbergensis Zagora (K.), 1968 †
- Healdia kondratievae Polenova, 1966 †
- Healdia kozhimica Gusseva, 1971 †
- Healdia kudrjavtzevi Posner, 1951 †
- Healdia lauta Kotschetkova, 1980 †
- Healdia leguminoidea Knight, 1928 †
- Healdia lentiformis Delo, 1930 †
- Healdia limacoidea Knight, 1928 †
- Healdia liujiachangensis Sun & Lin, 1988 †
- Healdia longa Knight, 1928 †
- Healdia longula Cooper, 1946 †
- Healdia lubrica Tschigova, 1960 †
- Healdia malotti Payne, 1937 †
- Healdia masoni Coryell & Booth, 1933 †
- Healdia medusaensis Kesling & Chilman, 1978 †
- Healdia menisca Cooper, 1941 †
- Healdia minuta Cooper, 1941 †
- Healdia mira Buschmina, 1959 †
- Healdia miranda Coryell & Billings, 1932 †
- Healdia mosqvini Tschigova, 1959 †
- Healdia mucronata Cooper, 1941 †
- Healdia normalis Gusseva, 1971 †
- Healdia nucleolata Knight, 1928 †
- Healdia obliqua Ershova, 1969 †
- Healdia oblonga Bradfield, 1935 †
- Healdia oblonga Kotschetkova, 1959 †
- Healdia obsolens Delo, 1930 †
- Healdia ogmoconchelloides Knuepfer, 1967 †
- Healdia onspidiensis Gurevich, 1963 †
- Healdia opima Croneis & Gale, 1939 †
- Healdia ordosensis Yuan & Hao (Yi-Chun), 1988 †
- Healdia ordoviciana Blumenstengel, 1965 †
- Healdia ornata Morey, 1935 †
- Healdia ovalis Gusseva, 1971 †
- Healdia ovata Bradfield, 1935 †
- Healdia overbrookensis Harlton, 1927 †
- Healdia ovoidea Cooper, 1941 †
- Healdia parallela Kellett, 1935 †
- Healdia parva Polenova, 1960 †
- Healdia persimplex Ershova, 1969 †
- Healdia petchorica Gusseva, 1971 †
- Healdia pictus Reschetnikova, 1984 †
- Healdia platonovae Kochetova, 1984 †
- Healdia postcornuta Schneider, 1959 †
- Healdia postobtusata Zhang & Zhao (Yi-Chun), 1983 †
- Healdia praecipua Pribyl, 1962 †
- Healdia procerula Kotschetkova, 1983 †
- Healdia pseudosimplex Kotschetkova, 1959 †
- Healdia punctata Mclaughlin, 1952 †
- Healdia quadrispinosa Coryell & Billings, 1932 †
- Healdia queergouensis Yuan & Hao (Yi-Chun), 1988 †
- Healdia radinula Cooper, 1941 †
- Healdia rectis Cooper, 1946 †
- Healdia regularis Gorak, 1964 †
- Healdia reniformis Gusseva, 1971 †
- Healdia reniformis Schneider, 1966 †
- Healdia robinsoni Crasquin-Soleau, 1989 †
- Healdia sakmaraensis Kotschetkova, 1972 †
- Healdia samoilovae Ershova, 1968 †
- Healdia sarampovensis Pribyl, 1970 †
- Healdia serbiensis Pribyl, 1970 †
- Healdia sigmoidalis Zagora (L.), 1968 †
- Healdia simplex (Bassler, 1941) Swain, 1953 †
- Healdia simplex Roundy, 1926 †
- Healdia simplicissima Harlton, 1933 †
- Healdia songziensis Sun (Quan-Ying), 1984 †
- Healdia sparsa Polenova, 1966 †
- Healdia spinosa Cooper, 1946 †
- Healdia squamosa Harlton, 1928 †
- Healdia steschovoensis Samoilova & Smirnova, 1960 †
- Healdia subangularis Delo, 1930 †
- Healdia subcarinata Morey, 1935 †
- Healdia subcircinantis Wang, 1978 †
- Healdia subcornigera Buschmina, 1959 †
- Healdia subradinula Buschmina, 1959 †
- Healdia substricta Tschigova, 1960 †
- Healdia subtriangula Kotschetkova, 1959 †
- Healdia sulcata Cooper, 1947 †
- Healdia sylvaensis Kotschetkova, 1972 †
- Healdia tarchanica Buschmina, 1981 †
- Healdia tenuicostata Cooper, 1941 †
- Healdia torquata Harlton, 1928 †
- Healdia triangularis Croneis & Gale, 1939 †
- Healdia tulsaensis Coryell & Osorio, 1932 †
- Healdia unicornis Abushik, 1968 †
- Healdia uniformis Gusseva, 1971 †
- Healdia unispinosa Hamilton, 1942 †
- Healdia unitimjlata Gramm, 1970 †
- Healdia uralica Kochetova, 1992 †
- Healdia usitata Cooper, 1946 †
- Healdia valdiyai Jain, Bhatia & Gupta, 1972 †
- Healdia variolosa Geis, 1932 †
- Healdia vidriensis Hamilton, 1942 †
- Healdia vinitaensis Harlton, 1929 †
- Healdia viseana Gruendel, 1975 †
- Healdia winfieldensis Upson, 1933 †
- Healdia wudaensis Yuan & Hao (Yi-Chun), 1988 †
- Healdia yanghugouensis Yuan & Hao (Yi-Chun), 1988 †
- Healdia zechsteiniana Woszczynska, 1988 †
- Healdia zharnikovae Gramm, 1970 †
- Healdia ziganensis Kotschetkova, 1983 †